# WTA Challenger de Houston
O WTA Challenger de Houston – ou Oracle Challenger Series – Houston, na última edição – é um torneio de tênis profissional feminino, de nível WTA 125K.
Realizado em Houston, no estado do Texas, nos Estados Unidos, estreou em 2018. Os jogos são disputados em quadras duras durante o mês de novembro.

## Finais

### Simples
| Ano                                                         | Campeã           | Vice-campeã     | Resultado     |
| ----------------------------------------------------------- | ---------------- | --------------- | ------------- |
| Torneio não realizado em 2020 devido à pandemia de COVID-19 |                  |                 |               |
| 2019                                                        | Kirsten Flipkens | Coco Vandeweghe | 7–64, 6–4     |
| 2018                                                        | Peng Shuai       | Lauren Davis    | 1–6, 7–5, 6–4 |

### Duplas
| Ano                                                         | Campeãs                       | Vice-campeãs                    | Resultado        |
| ----------------------------------------------------------- | ----------------------------- | ------------------------------- | ---------------- |
| Torneio não realizado em 2020 devido à pandemia de COVID-19 |                               |                                 |                  |
| 2019                                                        | Ellen Perez Luisa Stefani     | Sharon Fichman Ena Shibahara    | 1–6, 6–4, [10–5] |
| 2018                                                        | Maegan Manasse Jessica Pegula | Desirae Krawczyk Giuliana Olmos | 1–6, 6–4, [10–8] |